# Koffein
A koffein metilxantin-származék (1,3,7-trimetilxantin, C8H10N4O2), fehér, keserű ízű, kristályos vegyület. A szó eredete az abesszíniai Kaffa vidék(en) neve, mely a kávécserje egyik őshazája.
A koffein a kávé (1-1,5%), tea (2-5%) és kóladió (kb. 1,5%) alkaloidja. Kis mennyiségben a kakaóbab is tartalmazza.
Amíg nem sikerült azonosítani, a teában lévő élénkítő anyagot a koffeintől eltérőnek tartották, és teinnek (vagy tininnek) nevezték, azonban kiderült, hogy a két vegyület egy és ugyanaz.
Olvadáspontja: 238 °C, 178 °C fölött szublimál.
Vízben rosszul oldódik, ezért a jól oldódó kettős sóit használják.

## Élettani hatása
A központi idegrendszert izgató hatást elsősorban az agykéregre és a nyúltagyi vagus- légző- és vazomotor centrumára hat, emeli a légzőközpont CO2 érzékenységét és a légzési percvolument. Alacsony koncentrációban csökkenti a perifériás ellenállást az agyi erek növekvő ellenállásával szemben, elernyeszti a simaizmokat, különösen a bronchusokét. Az agyalapi vegetatív központok izgatása révén emeli a testhőmérsékletet, a mellékveséből adrenalint vesz el, hatására a veseerek tágulása miatt a vesében kis mértékben növeli a glomerulus filtrációt és csökkenti a nátrium tubuláris reabszorpcióját ezért fokozódik a vizeletkiválasztás, fokozza a gyomorban a sav- és pepszinszekréciót. A szíven közvetlen hatással növeli a szív frekvenciáját és a kontrakciók erejét.
Az agyi erek tónus fokozódása az adenozin receptorok gátlásán, a cardiovascularis hatás, valamint a bronchiális izomzat elernyedése, a foszfodiészteráz gátlásán alapszik. A koffein úgy hat az adenozin receptorokra, hogy kapcsolódik hozzá (elfoglalja az adenozin helyét) ezáltal az adenozin kevésbé tudja kifejteni a nyugtató, álmosító hatását. A koffein közben hat a dopaminra is.
Foszfodiészteráz-gátló, és kompetitív Adenozin A1 és Adenozin A2A receptor gátlószer; Ciklikus adenozin-monofoszfát gátlószer, a cAMP szint emelése révén hat. Emellett direkt vagy indirekt hatása van az intracelluláris Ca2+-koncentrációra ill. az intracelluláris Ca2+ funkciójára.
Gyógyszer-kombinációkban az agyi erek szűkítésével potenciálja a fájdalomcsillapítók analgetikus hatását, így azok dózisa, és ezzel a mellékhatások veszélye csökkenthető. A májban metabolizálódó gyógyszerek plazma-átáramlását csökkenti, így megnyújtja a felezési időt és növeli a steady-state koncentrációt.
A koffein élénkítő hatású gyenge pszichostimuláns, valamint vízhajtó hatású. Továbbá enyhíti a fáradtság tüneteit és fokozza a munkaképességet. Ugyancsak közismert a mérsékelt mennyiségű koffeinnek a gondolkodásért felelős cerebrocorticalis mezőkre gyakorolt serkentő hatása: fokozza a szellemi tevékenységet, javítja a szellemi funkciókat, gyorsítja a szellemi gondolattársítást, a gondolatok világosabbá válnak, könnyebben és gyorsabban születnek, javítja az ítéletalkotást és a megfigyelőképességet, csökkenti a fáradtságot és álmosságot. Az izmok teljesítőképességét fokozza. Ily módon a koffein serkentő hatása kellemesebb közérzetet is okozhat. Pszichés labilitás, depresszió, lehangoltság esetén szokványos adagjai is növelhetik a probléma súlyosságát, izgatottságot, ingerlékenységet okozva. Ez fokozottan jelentkezik koffeinérzékenység esetén. A koffein növeli az agy dopamin szintjét, ezért függőséget okoz. Az emberi szervezetben a felezési ideje: 2-8 óra között mozog, átlagosan 4-5 óra. A koffein mértékletesen fogyasztva bizonyítottan pozitív hatást fejt ki az immunrendszerre. A koffein egyszeri normál "dózisa" 50-150 mg között van. (Egy csésze presszókávé vagy egy doboz energiaital mennyisége.) Az Európai Élelmiszerbiztonsági Hatóság állásfoglalása szerint egy egészséges felnőtt ember számára naponta maximum 400 mg bevitelénél több nem ajánlott, az is italonként legfeljebb 200 ml mennyiségben.
- ATC kód: V04CG30 N06BC01

## Mellékhatásai
300 mg fölötti fogyasztás esetén kézremegést, erős szívdobogást, a fejben vértolulást idéz elő. Magas vérnyomást, szívritmuszavart, szorongást, pánikrohamot provokálhat, migrént okozhat. A gyomorra gyakorolt káros hatás, gyomorégés előfordulhat. 
Olykor hasnyálmirigyrák rizikófaktoraként is említik: ez önmagában kétséges, jóllehet a kávé – egyes kutatások szerint – indirekt módon segítheti a mutációk kialakulását, mivel egyes sejtazonos építőfolyamatokra gyengítő hatással van. (lásd dns repair gátlás) A Rákkutatási Világalap nyilatkozata szerint a kávé/tea rendszeres fogyasztásának nincs kimutatható kapcsolata bármely rák kockázatával, sőt néhány újabb tanulmány alapján a kávéivás védő hatású lehet bizonyos ráktípusok kifejlődésével szemben.
Halálos adagja: 5-10 g.

## Függőség és elvonási szindróma
Tartós fogyasztás esetén tolerancia és enyhe függőség alakul ki, de ez nem tartós, néhány hetes „elvonókúra” megszünteti.
A koffein elhagyáskor jelentkező tünetegyüttes 2013-ban, meghatározott tünetekkel jellemezhető mentális rendellenességként bekerült a DSM-5. diagnosztikai rendszerbe is.

### Elvonási tünetek
- Fejfájás: a koffein-elvonást követő leggyakoribb elvonási tünet a fejfájás, ami három hétig is eltarthat, jellemzően lüktető jellegű, és mozgás esetén rosszabbodik.
- Hangulattal kapcsolatos zavarok: az elvonás további tünetei a hangulatingadozás, a depresszió és szorongás.
- Influenzaszerű tünetek: néhány páciens influenzaszerű tüneteket is tapasztal. Ezen belül főként hányinger, hányás és fájdalom jelentkezhet.
- Egyéb: koncentrációs problémák, valamint a fáradtság szintén gyakori tünet.[9]

## Felhasználása
Ősidők óta használják élvezeti szerként azon növények kivonatát, amelyekben a természetben előfordul (kávé, tea). Ezenkívül az élelmiszeripar felhasználja üdítőitalok előállításához (kólák, energiaitalok).
A gyógyászatban alkoholmérgezés és kimerültség kezelésére, élénkítőszerként, valamint fájdalomcsillapító és megfázás elleni gyógyszerek gyártásához használják.

## Különbözőélelmiszerekkoffeintartalma
| Étel, ital                     | [mg/100ml]                  |
| ------------------------------ | --------------------------- |
| Mountain Dew                   | 15,2–18,5                   |
| Coca-Cola                      | 9-10,5                      |
| Coca-Cola light                | 9                           |
| Pepsi Cola                     | 10                          |
| Pepsi light                    | 10                          |
| egyéb szénsavas üdítőitalok    | 0 vagy változó              |
| kávé (amerikai, hosszú)        | 40-80                       |
| presszókávé (dupla)            | 50-175                      |
| ristretto (szimpla)            | 25-50                       |
| instant kávé (elkészítve)      | koffeinmentes, vagy 30-50   |
| koffeinmentes kávé             | koffeinmentes, vagy változó |
| tea                            | koffeinmentes, vagy változó |
| instant tea                    | változó                     |
| Ice Tea                        | 2-4                         |
| csokoládé (főző, ét)           | változó                     |
| csokoládé (nem édes, édes, ét) | változó                     |
| csokoládé (tej)                | változó                     |
| csokoládészirup                | változó                     |
| kakaóital (elkészítve)         | koffeinmentes, vagy változó |
| kakaópor (holland)             | koffeinmentes, vagy kb. 78  |
| energiaitalok                  | 15-60                       |
| Red Bull                       | 32                          |